# Amphicoma jucunda
Amphicoma jucunda es una especie de coleóptero de la familia Glaphyridae.

## Distribución geográfica
Habita en Laos y Vietnam.